# Herrscher des Olymp – Zeus
Herrscher des Olymp – Zeus (auch: Zeus: Herrscher des Olymp) ist ein Computerspiel des Herstellers Sierra Entertainment. Das Stadtaufbauspiel versetzt den Spieler in die griechische Antike zurück, wo er einen funktionierenden Stadtstaat aufbauen soll.

## Spielprinzip
Die geschickte Produktion und Verbreitung von Gütern, der Handel mit anderen Völkern, die Anbetung von Göttern und das Errichten von Versorgungsgebäuden für Stadtviertel sind nur einige Aspekte, die zu beachten sind.

### Städtebau
Dem Spieler stehen auf einer vorgegebenen Karte mehrere Ressourcen zur Verfügung. Neben Nahrung kann der Spieler, je nach Kartenvorgabe, auch über verschiedene Ab- und Anbaumöglichkeiten verfügen. So können zum Beispiel auf fruchtbarem Land Schafe und Ziegen gehalten oder an erzhaltigem Gestein Kupferabbau betrieben werden. Zur Verarbeitung dieser Ressourcen benötigt der Spieler Arbeitskräfte, die er mit Wohnungen (gewöhnliche für Arbeiter, gehobene Wohnungen für Adelige) in die Stadt locken kann.
Die Bewohner der Wohnungen verlangen für den Ausbau Waren (alle: Nahrung, Wolle, Olivenöl; Adlige: Wein, Waffen, Pferde), die sie (bis auf Waffen und Pferde) kontinuierlich verbrauchen. Auch wird eine Versorgung mit Kultur (Gymnasien, Podien, Theater und Hippodrom) verlangt. Anders als in ähnlichen Spielen reicht es nicht aus, ein Versorgungsgebäude in der Nähe zu errichten. Die Gebäude wie die Agora entsenden Mitarbeiter, welche die Versorgung vornehmen.
Auch der Ab- und Anbau von Ressourcen erfolgt durch Arbeiter. Die Waren werden in Silos (Nahrung) und Lagerhäusern gelagert. Der Spieler muss dabei die Logistik der Waren im Auge behalten, damit zum Beispiel die Nahrung auch vom Silo über die Agora bis zu den Wohnungen gelangen kann.
Sollten die Bewohner unzufrieden sein, so kommt es zu Vandalismus und Überfällen. Die Bewohner können auch krank werden. Sollten die Gebäude nicht von Architekten gewartet werden, fallen sie nach einiger Zeit in sich zusammen oder brennen einfach ab.

### Militär
Als Stadtstaat besteht die Möglichkeit, dass man von Rivalen angegriffen wird. In diesem Fall kann man die Truppen der Stadt zu den Waffen rufen. Diese marschieren dann von den Wohnungen zu dem markierten Ort auf der Spielkarte, um die Stadt zu verteidigen. Sollten keine Adligen in der Stadt sein, die eine schlagkräftige Armee bereitstellen, muss die normale Bevölkerung zu den Waffen greifen, wodurch die Wirtschaft Arbeitskräfte verliert. Es ist möglich, Mauern und Türme zu errichten, die der Stadt einigen Schutz bieten. Auch kann man die verbündeten Städte um Hilfstruppen bitten.
Man kann seine Rivalen angreifen, Verbündete zu den Waffen rufen und auch Helden in der Stadt mit in den Krieg ziehen lassen. Von dieser Schlacht erfährt man jedoch nur das Ergebnis, ohne dass man den Kampf, abgesehen von den entsandten Kriegern, beeinflussen kann.

### Handel und Politik
Der Spieler kann mit verbündeten Städten, Vasallen und Kolonien Handel betreiben. Hierzu muss man für die jeweilige Stadt extra einen Handelsposten oder Pier errichten. Dieser holt und verteilt Waren autonom nach den Ex- und Importvorgaben des Spielers, solange die maximale Handelsmenge dieser Ware je Stadt nicht überschritten wird.
Hierbei gibt es fünf unterschiedliche Stadttypen. Verbündete, Rivalen, Vasallen, Kolonien und entfernte Städte. Außer mit Rivalen kann man mit allen Städten Handel treiben. Verbündete Städte können den Handel abbrechen, wenn sie mit dem Spieler unzufrieden sind, zum Beispiel weil man eine andere oder gerade diese Stadt vor kurzem angegriffen hat oder ihre Forderungen nicht erfüllt hat. Vasallen und Kolonien können Tribut in Form von Waren oder Drachmen entrichten. Verbündete und Rivalen können militärisch erobert und so zu Vasallen gemacht werden. Will man in den Augen der anderen Städte an Respekt gewinnen, kann man ihnen Geschenke machen oder einen Feind angreifen. Das Gewinnen von Spielen (Olympische Spiele, Nemeische Spiele, …) wirkt sich positiv auf die ganze Welt aus, ebenso wie das Errichten von Zeus’ Tempel. Man kann von befreundeten Städten auch Geschenke erhalten, wenn diese einen sehr schätzen.

### Mythen
Die Mythen Griechenlands nehmen in diesem Spiel eine verhältnismäßig große Rolle ein. Götter kommen in die Stadt und laufen auf der Karte umher. Für Götter, die einem wohlgesinnt sind, kann man einen Tempel errichten. Als Gegenleistung kommen die Götter in die Stadt, segnen Gebäude, bringen eventuell eigene Armeeeinheiten/Ungeheuer mit und lassen sich zu Geschenken hinreißen, die man im Tempel erbitten kann. Feindliche Götter hingegen kommen in die Stadt, verfluchen oder zerstören Gebäude und lassen Monster frei, die von Helden erschlagen werden müssen. Sollte dabei ein wohlgesinnter Gott zugegen sein, bekämpfen diese einander. Helden wie Herkules oder Odysseus kann man ebenfalls in die Stadt locken. Diese bekämpfen selbstständig Monster, verteidigen die Stadt, erfüllen kleine Dienste für die Götter oder ziehen für den Spieler in den Krieg. Sollte gerade nichts davon notwendig sein, patrouillieren sie in der Stadt, ähnlich wie die Wachposten.

## Grafik
Ähnlich wie in Caesar III betrachtet der Spieler das Geschehen aus der Vogelperspektive. Seuchen, Arbeitslose, Unruhen, Angriffe, Monster und der Ausbau der Gebäude werden ebenso wie die Arbeiter grafisch dargestellt. Man kann die Karte und Gebäude dabei von vier Himmelsrichtungen aus betrachten. Die Minikarte lässt sich nach bestimmten Kriterien (Militär, Versorgung, Vertrieb, Gewerbe, …) filtern, um so Schwachstellen zu finden. Hierbei ist es nicht möglich in das Geschehen hinein oder aus dem Geschehen heraus zu zoomen.

## Herrscher von Atlantis: Poseidon
Herrscher von Atlantis: Poseidon ist ein Aufbauspiel und offizielles Add-on zu Herrscher des Olymp – Zeus, das im September 2001 von der Firma Sierra Entertainment herausgebracht wurde. Schauplatz des Spiels ist die fiktive Stadt Atlantis (im Spiel im Atlantik zwischen Mittelamerika und der Straße von Gibraltar auf einer Insel verortet) und der antike Mittelmeerraum.

### Unterschiede zum Hauptspiel
Abgesehen von kleinen Anpassungen, etwa der Dachfarbe der Häuser, blieb die grafische Gestaltung unverändert. Die kulturellen Einrichtungen wurden durch wissenschaftliche Bauten ersetzt. Auch die militärischen Einheiten wurden überarbeitet, wodurch zum Beispiel die Triremen zu Fregatten wurden. Abgesehen von den kleinen Überarbeitungen gibt es auch neue Elemente im Spiel. Schwarzer Marmor und Oreichalkos sind nun abbaubar. Letzteres ist auch für den Waffenbau wichtig und dient auf Triremen und Türmen als atlantisches Feuer. Der Olymp hat zwei neue Götter (Hera & Atlas) bekommen und auch die Monster und Helden haben Zuwachs bekommen. Analog zur Hochburg des Zeus bekommt Poseidon in dieser Erweiterung seine eigene Zitadelle.
Der Erweiterung liegt auch ein Abenteuer-Editor bei, mit dem es möglich ist, eigene Szenarien zu erstellen und diese auch mit anderen auszutauschen.